# Maharashtra Open
Maharashtra Open, oficiálním názvem Tata Open Maharashtra, byl profesionální tenisový turnaj mužů hraný v indickém městě Puné, ležícím ve svazovém státu Maháráštra. Konal se v úvodní lednový týden sezóny, jakožto jediný indický turnaj v rámci okruhů mužů ATP Tour i žen WTA Tour. 
Dějištěm se staly otevřené dvorce s tvrdým povrchem tenisového komplexu Mhalunge Balewadi ve víceúčelovém areálu Shree Shiv Chhatrapati Sports Complex. Držitelem pořadatelských práv byla sportovní agentura IMG a spoluorganizátorem pak IMG Reliance. Agentura IMG turnaj v roce 2024 přesunula do Hongkongu, když neprodloužila poslední pětiletou smlouvu s maháráštraskou svazovou vládou a místním tenisovým svazem. Na Maharashtra Open tak navázal obnovený Hong Kong Open.

## Historie
Maharashtra Open byl založen v roce 1996 pod názvem McDowell Open. Mezi roky 1997–2001 existoval jako Gold Flake Open. Po změně sponzora probíhal v letech 2002–2004 se jménem TATA Open a v sezónách 2005–2017 byl hrán pod názvem Chennai Open. V roce 2018 získal pojmenování Tata Open Maharashtra.
V roce 1996 proběhl úvodní ročník v indickém Novém Dillí. Mezi lety 1997–2017 se konal v Čennaí na otevřených dvorcích s tvrdým povrchem v areálu SDAT Tennis Stadium. Kapacita centrkurtu činila 5 800 návštěvníků. Od roku 2018 se dějištěm staly dvorce s tvrdým povrchem Plexi Pave klubu Mhalunge Balewadi Tennis Complex, s kapacitou centrkurtu 4 200 diváků.  
Turnaj se hrál na okruhu ATP Tour. V období 2009–2023 patřil do kategorie ATP Tour 250. Do soutěže dvouhry nastupovalo dvacet osm tenistů a čtyřhry se účastnilo šestnáct párů. Nejvyšší počet čtyř singlových titulů vyhrál Švýcar Stan Wawrinka, z toho tři v řadě. Trofeje dokázali obhájit také  Španěl Carlos Moyà s Chorvatem Marinem Čilićem. Indická deblová dvojice bývalých světových jedniček Maheš Bhúpatí a Leander Paes získala rekordních pět titulů ve čtyřhře. Paes přidal v roce 2012 šestý triumf se Srbem Tipsarevićem, který také vyhrál ve dvouhře 2013.

## Přehled vývoje názvu
- 1996: McDowell Open[7]
- 1997–2001: Gold Flake Open[7]
- 2002–2004: TATA Open[7]
- 2005–2009: Chennai Open[7]
- 2010–2017: Aircel Chennai Open[7]
- 2018–2023: Tata Open Maharashtra[7]

## Přehled finále

### Dvouhra
| Rok  | vítěz                              | finalista                          | výsledek                           | místo konání |
| ---- | ---------------------------------- | ---------------------------------- | ---------------------------------- | ------------ |
| 1996 | Thomas Enqvist                     | Byron Black                        | 6–2, 7–6(7–3)                      | Nové Dillí   |
| 1997 | Mikael Tillström                   | Alex Rădulescu                     | 6–4, 4–6, 7–5                      | Čennaí       |
| 1998 | Patrick Rafter                     | Mikael Tillström                   | 6–3, 6–4                           | Čennaí       |
| 1999 | Byron Black                        | Rainer Schüttler                   | 6–4, 1–6, 6–3                      | Čennaí       |
| 2000 | Jérôme Golmard                     | Markus Hantschk                    | 6–3, 6–7(6–8), 6–3                 | Čennaí       |
| 2001 | Michal Tabara                      | Andrej Stoljarov                   | 6–2, 7–6(7–4)                      | Čennaí       |
| 2002 | Guillermo Cañas                    | Paradorn Srichaphan                | 6–4, 7–6(7–2)                      | Čennaí       |
| 2003 | Paradorn Srichaphan                | Karol Kučera                       | 6–3, 6–1                           | Čennaí       |
| 2004 | Carlos Moyà                        | Paradorn Srichaphan                | 6–4, 3–6, 7–6(7–5)                 | Čennaí       |
| 2005 | Carlos Moyà (2)                    | Paradorn Srichaphan                | 3–6, 6–4, 7–6(7–5)                 | Čennaí       |
| 2006 | Ivan Ljubičić                      | Carlos Moyà                        | 7–6(8–6), 6–2                      | Čennaí       |
| 2007 | Xavier Malisse                     | Stefan Koubek                      | 6–1, 6–3                           | Čennaí       |
| 2008 | Michail Južnyj                     | Rafael Nadal                       | 6–0, 6–1                           | Čennaí       |
| 2009 | Marin Čilić                        | Somdev Devvarman                   | 6–4, 7–6(7–3)                      | Čennaí       |
| 2010 | Marin Čilić (2)                    | Stanislas Wawrinka                 | 7–6(7–2), 7–6(7–3)                 | Čennaí       |
| 2011 | Stan Wawrinka                      | Xavier Malisse                     | 7–5, 4–6, 6–1                      | Čennaí       |
| 2012 | Milos Raonic                       | Janko Tipsarević                   | 6–7(4–7), 7–6(7–4), 7–6(7–4)       | Čennaí       |
| 2013 | Janko Tipsarević                   | Roberto Bautista Agut              | 3–6, 6–1, 6–3                      | Čennaí       |
| 2014 | Stan Wawrinka (2)                  | Édouard Roger-Vasselin             | 7–5, 6–2                           | Čennaí       |
| 2015 | Stan Wawrinka (3)                  | Aljaž Bedene                       | 6–3, 6–4                           | Čennaí       |
| 2016 | Stan Wawrinka (4)                  | Borna Ćorić                        | 6–3, 7–5                           | Čennaí       |
| 2017 | Roberto Bautista Agut              | Daniil Medveděv                    | 6–3, 6–4                           | Čennaí       |
| 2018 | Gilles Simon                       | Kevin Anderson                     | 7–6(7–4), 6–2                      | Puné         |
| 2019 | Kevin Anderson                     | Ivo Karlović                       | 7–6(7–4), 6–7(2–7), 7–6(7–5)       | Puné         |
| 2020 | Jiří Veselý                        | Jegor Gerasimov                    | 7–6(7–2), 5–7, 6–3                 | Puné         |
| 2021 | odloženo kvůli pandemii koronaviru | odloženo kvůli pandemii koronaviru | odloženo kvůli pandemii koronaviru | Puné         |
| 2022 | João Sousa                         | Emil Ruusuvuori                    | 7–6(11–9), 4–6, 6–1                | Puné         |
| 2023 | Tallon Griekspoor                  | Benjamin Bonzi                     | 4–6, 7–5, 6–3                      | Puné         |

### Čtyřhra
| Rok  | vítězové                              | finalisté                               | výsledek                           |
| ---- | ------------------------------------- | --------------------------------------- | ---------------------------------- |
| 1996 | Jonas Björkman Nicklas Kulti          | Byron Black Sandon Stolle               | 4–6, 6–4, 6–4                      |
| 1997 | Maheš Bhúpatí Leander Paes            | Oleg Ogorodov Ejal Ran                  | 7–6, 7–5                           |
| 1998 | Maheš Bhúpatí (2) Leander Paes (2)    | Olivier Delaître Max Mirnyj             | 6–7, 6–3, 6–2                      |
| 1999 | Maheš Bhúpatí (3) Leander Paes (3)    | Wayne Black Neville Godwin              | 4–6, 7–5, 6–4                      |
| 2000 | Julien Boutter Christophe Rochus      | Saurav Pandža Prahlad Srínat            | 7–5, 6–1                           |
| 2001 | Byron Black Wayne Black               | Barry Cowan Mosé Navarra                | 6–3, 6–4                           |
| 2002 | Maheš Bhúpatí (4) Leander Paes (4)    | Tomáš Cibulec Ota Fukárek               | 5–7, 6–2, 7–5                      |
| 2003 | Julian Knowle Michael Kohlmann        | František Čermák Leoš Friedl            | 7–6(7–1), 7–6(7–3)                 |
| 2004 | Rafael Nadal Tommy Robredo            | Jonatan Erlich Andy Ram                 | 7–6(7–3), 4–6, 6–3                 |
| 2005 | Lu Jan-sun Rainer Schüttler           | Maheš Bhúpatí Jonas Björkman            | 7–5, 4–6, 7–6(7–4)                 |
| 2006 | Michal Mertiňák Petr Pála             | Prakaš Amritraž Rohan Bopanna           | 6–2, 7–5                           |
| 2007 | Xavier Malisse Dick Norman            | Rafael Nadal Bartolomé Salvá-Vidal      | 7–6(7–4), 7–6(7–4)                 |
| 2008 | Sančaj Ratiwatana Sončat Ratiwatana   | Marcos Baghdatis Marc Gicquel           | 6–4, 7–5                           |
| 2009 | Eric Butorac Rajeev Ram               | Jean-Claude Scherrer Stanislas Wawrinka | 6–3, 6–4                           |
| 2010 | Marcel Granollers Santiago Ventura    | Lu Jan-sun Janko Tipsarević             | 7–5, 6–2                           |
| 2011 | Maheš Bhúpatí (5) Leander Paes (5)    | Robin Haase David Martin                | 6–2, 6–7(3–7), [10–7]              |
| 2012 | Leander Paes (6) Janko Tipsarević     | Jonatan Erlich Andy Ram                 | 6–4, 6–4                           |
| 2013 | Benoît Paire Stanislas Wawrinka       | Andre Begemann Martin Emmrich           | 6–2, 6–1                           |
| 2014 | Johan Brunström Frederik Nielsen      | Marin Draganja Mate Pavić               | 6–2, 4–6, [10–7]                   |
| 2015 | Lu Jan-sun (2) Jonathan Marray        | Raven Klaasen Leander Paes              | 6–3, 7–6(7–4)                      |
| 2016 | Oliver Marach Fabrice Martin          | Austin Krajicek Benoît Paire            | 6–3, 7–5                           |
| 2017 | Rohan Bopanna Džívan Nedunčežijan     | Purav Radža Divij Šaran                 | 6–3, 6–4                           |
| 2018 | Robin Haase Matwé Middelkoop          | Pierre-Hugues Herbert Gilles Simon      | 7–6(7–5), 7–6(7–5)                 |
| 2019 | Rohan Bopanna (2) Divij Šaran         | Luke Bambridge Jonny O'Mara             | 6–3, 6–4                           |
| 2020 | André Göransson Christopher Rungkat   | Jonatan Erlich Andrej Vasilevskij       | 6–2, 3–6, [10–8]                   |
| 2021 | odloženo kvůli pandemii koronaviru    | odloženo kvůli pandemii koronaviru      | odloženo kvůli pandemii koronaviru |
| 2022 | Rohan Bopanna (3) Ramkumar Ramanathan | Luke Saville John-Patrick Smith         | 6–7(10–12), 6–3, [10–6]            |
| 2023 | Sander Gillé Joran Vliegen            | Sriram Baladži Džívan Nedunčežijan      | 6–4, 6–4                           |